# Криж, Мартин (гандболист)
Мартин Криж (словац. Martin Kríž; род. 27 июля 1997  — словацкий гандболист, выступающий за словацкий клуб ГК Татран Прешов.

## Карьера

#### Клубная
Мартин Криж с 2015 года выступает в словацком клубе ГК Татран Прешов . Выступает за молодёжную сборную Словакии.

## Статистика
| Сезон        | Клуб             | Лига       | Матчи | Голы | 7-метр | Голы |
| ------------ | ---------------- | ---------- | ----- | ---- | ------ | ---- |
| 2016-17      | ГК Татран Прешов | Екстралига | 6     | 10   | 1      | 9    |
| 2017-18      | ГК Татран Прешов | Екстралига | 21    | 98   | 1      | 97   |
| 2018-19      | ГК Татран Прешов | Екстралига | 24    | 64   | 0      | 64   |
| 2016-по н.в. | Итого            | Екстралига | 51    | 172  | 2      | 170  |